# Mistrzostwa Świata w Piłce Nożnej 2034
Ten artykuł dotyczy przyszłego wydarzenia sportowego. Informacje w nim zawarte zmienią się w przyszłości.
Mistrzostwa Świata w Piłce Nożnej 2034 odbędą się w Arabii Saudyjskiej w 2034 roku. Będzie to trzeci turniej mistrzostw świata, który zostanie zorganizowany w kraju azjatyckim, oraz trzeci w kraju arabskim. Na turnieju wystąpi najprawdopodobniej 48 reprezentacji, tak jak na poprzednim mundialu.

## Wybór gospodarza
Procedura przetargowa rozpoczęła się w 2023 roku. FIFA zaprosiła do składania ofert kraje członkowskie AFC i OFC, ponieważ nie mogły ich składać kraje członkowskie CONCACAF, UEFA, CAF i CONMEBOL z racji, że odbędą się tam mistrzostwa świata w 2026 i 2030 roku.
W październiku 2023 roku FIFA ogłosiła że na organizację Mistrzostw Świata 2034 wybrano kandydaturę Arabii Saudyjskiej, ponieważ nie było innych kandydatur.
Zgłoszone kandydatury:
- Arabia Saudyjska

Odrzucone, wycofane lub przewidywane kandydatury:
- ASEAN[5]
- Australia,  Nowa Zelandia,  Indonezja,  Malezja i  Singapur
- Chiny[6]

## Format rozgrywek
Format rozgrywek nie został jeszcze oficjalnie potwierdzony. Będzie to prawdopodobnie ten sam format, jak w 2026 roku, czyli 12 grup po 4 drużyny. Łącznie 48 drużyn.

## Miasta i stadiony
Mapa przedstawia potencjalne miasta-gospodarze turnieju.
| Rijad                                    | Rijad                                            | Rijad                                            | Ad-Dammam                      |
| ---------------------------------------- | ------------------------------------------------ | ------------------------------------------------ | ------------------------------ |
| King Fahd International Stadium (remont) | Prince Faisal bin Fahd Stadium (remont)          | Qiddiya Stadium (planowany)                      | Dammam Stadium (planowany)     |
| Pojemność: 92 000                        | Pojemność: 43 912                                | Pojemność: 40 000                                | Pojemność: 47 271              |
|                                          |                                                  |                                                  |                                |
| Al-Chubar                                | RijadDżuddaAd-DammamAl-ChubarAt-Ta’ifBurajdaNeom | RijadDżuddaAd-DammamAl-ChubarAt-Ta’ifBurajdaNeom | At-Ta’if                       |
| Prince Saud bin Jalawi Stadium (remont)  | RijadDżuddaAd-DammamAl-ChubarAt-Ta’ifBurajdaNeom | RijadDżuddaAd-DammamAl-ChubarAt-Ta’ifBurajdaNeom | King Fahd Sports City (remont) |
| Pojemność:?                              | RijadDżuddaAd-DammamAl-ChubarAt-Ta’ifBurajdaNeom | RijadDżuddaAd-DammamAl-ChubarAt-Ta’ifBurajdaNeom | Pojemność:?                    |
|                                          | RijadDżuddaAd-DammamAl-ChubarAt-Ta’ifBurajdaNeom | RijadDżuddaAd-DammamAl-ChubarAt-Ta’ifBurajdaNeom |                                |
| Burajda                                  | RijadDżuddaAd-DammamAl-ChubarAt-Ta’ifBurajdaNeom | RijadDżuddaAd-DammamAl-ChubarAt-Ta’ifBurajdaNeom | Neom                           |
| King Abdullah Sports City                | RijadDżuddaAd-DammamAl-ChubarAt-Ta’ifBurajdaNeom | RijadDżuddaAd-DammamAl-ChubarAt-Ta’ifBurajdaNeom | ?                              |
| Pojemność:?                              | RijadDżuddaAd-DammamAl-ChubarAt-Ta’ifBurajdaNeom | RijadDżuddaAd-DammamAl-ChubarAt-Ta’ifBurajdaNeom | Pojemność:?                    |
|                                          | RijadDżuddaAd-DammamAl-ChubarAt-Ta’ifBurajdaNeom | RijadDżuddaAd-DammamAl-ChubarAt-Ta’ifBurajdaNeom |                                |
| Dżudda                                   |                                                  |                                                  |                                |
| King Abdullah Sports City                | Jeddah Central Stadium (planowany)               | Stadion Księcia Abdullaha al-Fajsala (rozbudowa) |                                |
| Pojemność: 62 345                        | Pojemność: 45 000                                | Pojemność:?                                      |                                |
|                                          |                                                  |                                                  |                                |